# Tribunal administratif de Dijon
Le Tribunal administratif est un édifice situé au n° 22 rue d'Assas à Dijon, dans la Côte-d'Or en région Bourgogne-Franche-Comté. Il occupe l'édifice de l'ancien couvent de la Visitation et est du ressort de la Cour administrative d'appel de Lyon.

## Histoire
Le couvent fut construit au XVIIe siècle. Fondé le 9 mai 1622 par Sainte Jeanne de Chantal, il fut successivement 1926 à 1957 la propriété de la SCI de la Maison hospitalière de Sainte-Marthe, puis de la Chambre d'agriculture de la Côte-d'Or.
Le Département en fit l'acquisition en 1974 pour y reloger le Tribunal administratif alors installé dans les locaux jugés trop exigus et mal conçus du 14 rue de la Préfecture.

## Architecture
Les façades et les toitures, les deux escaliers rampe sur rampe sont inscrits au titre des monuments historiques par arrêté du 27 mars 1986.